# 109 (Fenur)
El servicio 109 tiene como nombre Troncos Viejos - Playa Ancha, une los sectores de Troncos Viejos en la comuna de Villa Alemana y Playa Ancha en la comuna de Valparaíso, abasteciendo a las comunas de Quilpué y Viña del Mar a través del Camino Troncal.
Forma parte de la Unidad 1 del sistema de buses urbanos de la ciudad de Gran Valparaíso, siendo operada por la empresa Fenur S.A.

## Zonas que sirve
|  | Villa Alemana |
|  | Quilpué       |
|  | Viña Del Mar  |
|  | Valparaíso    |

## Recorrido[1]
| - Villa Alemana - Alcalde Gandulfo - Cuarta - Los Algarrobos - Vía 1-7 - Alcalde Rodolfo Galleguillos - Pasaje Don Victorio - Huanhuali - Carlos Saavedra - Alcalde Rodolfo Galleguillos - Los Peumos - Las Araucarias - Alcalde Alejandro Peralta - 19 De Junio - Alcalde Rodolfo Galleguillos - Av. Valparaíso - Quilpué - Freire - Blanco Encalda - Av. Diego Portales - Av. Los Carrera - Camino Troncal - Viña Del Mar - Camino Troncal - 1 Norte - Puente Casino - Av. La Marina - Av. España - Valparaíso - Av. España - Av. Errázuriz - Plaza Aduana - Antonio Varas - Av. Altamirano - Caleta Membrillo - Av. Altamirano - Subida Carvallo - Av. Playa Ancha - Alcalde Barrios - Galvarino | - Valparaíso - Galvarino - Alcalde Barrios - Av. Playa Ancha - Subida Carvallo - Av. Altamirano - Caleta Membrillo - Av. Altamirano - Av. Antonio Varas - Plaza Aduana - Av. Errázuriz - Av. Brasil - Av. Argentina - Av. España - Viña Del Mar - Av. España - Av. La Marina - Puente Ecuador - 1 Norte - Camino Troncal - Quilpué - Camino Troncal - Av. Los Carrera - Freire - Villa Alemana - Av. Valparaíso - Alcalde Rodolfo Galleguillos - 19 De Junio - Alcalde Alejandro Peralta - Las Araucarias - Los Peumos - Alcalde Rodolfo Galleguillos - Pasaje Don Victorio - Huanhuali - Carlos Saavedra - Alcalde Rodolfo Galleguillos - Vía 1-7 - Los Algarrobos - Cuarta - Alcalde Gandulfo |